# Oliweczki
Oliweczki (Erythrocercinae) – monotypowa podrodzina ptaków z rodziny wierzbówkowatych (Cettiidae).

## Występowanie
Podrodzina obejmuje gatunki występujące w Afryce Subsaharyjskiej.

## Morfologia
Długość ciała 9–12 cm, masa ciała 5–8 g.

## Systematyka

### Etymologia
Greckie ερυθρος eruthros – „czerwony”; κερκος kerkos – „ogon”.

### Podział systematyczny
Taksony przez niektórych systematyków umieszczane są w rodzinie wierzbówkowatych (Cettidae), inni wydzielają je do osobnej rodziny Erythrocercidae; dawniej zaliczano je do monarek (Monarchidae). Do podrodziny należy jeden rodzaj Erythrocercus obejmujący następujące gatunki:
- Erythrocercus holochlorus von Erlanger, 1901 – oliweczka cytrynowa
- Erythrocercus mccallii (Cassin, 1855) – oliweczka rdzawa
- Erythrocercus livingstonei G.R. Gray, 1870 – oliweczka siwogłowa